# Список умерших в 919 году
В этой статье представлен список известных людей, умерших в 919 году.
См. также: Категория:Умершие в 919 году

## Январь

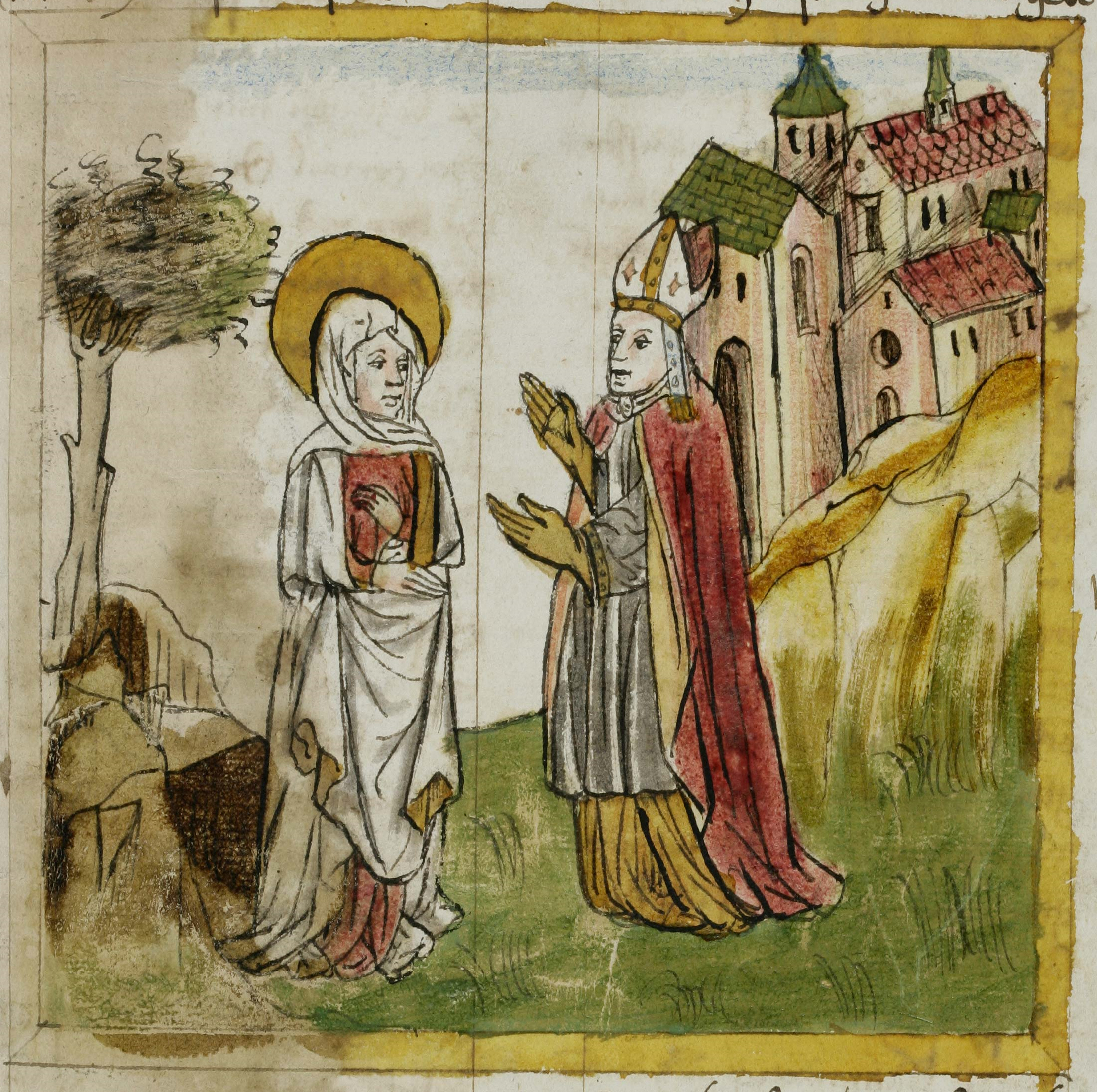
Соломон III Констанцский

- Соломон III Констанцский5 января — Соломон III — влиятельный церковный и политический деятель эпохи раннего Средневековья, канцлер при королях Людовике Дитяти и Конраде I, епископ Констанца и аббат Санкт-Галлена с 890 года
- 28 января — Чжоу Дьюи[англ.] — главнокомандующий китайского государства Цзинь Эпохи пяти династий и десяти царств, погиб в битве вместе со своим сыном

## Апрель
- 1 апреля — Кристина I[нем.] — настоятельница монастыря в Гандерсхайме (896/97—919)

## Август
- 1 августа — Дука аль-Руми — губернатор Египта (915—919), византиец на службе в Аббасидском халифате
- 28 августа — Хе Гуй[англ.] — китайский военачальник на службе династии Поздняя Лян Эпохи пяти династий и десяти царств

## Сентябрь
- 14 сентября — Ниалл Глундуб — король Айлеха (911—919) и верховный король Ирландии (916—919), убит в битве под Килмехаугом

## Ноябрь
- 3 ноября — Вальдберт фон Хильдесхайм[нем.] — епископ Хильдесхайма (909—919)

## Декабрь
- 18 декабря — Госпожа Ву[англ.] — жена Цянь Лю, первого правителя государства Уюе Эпохи пяти династий и десяти царств

## Точная дата смерти неизвестна
- Абу Яла аль-Мавсили — мусульманский богослов, имам, хафиз, мухаддис из Мосула
- Али — правитель Дайлама (919), брат Хустана III и Хусрау Фируза, убит зятем Хустана Мухаммадом ибн Мусафиром
- Иоанн II — герцог Неаполитанский (915—919), умер от инфаркта
- Катир ибн Ахмад[англ.] — эмир Систана (917—919), убит в результате заговора
- Франкон Руанский[фр.] — архиепископ Руана (911—919)
- Хусрау Фируз[англ.] — правитель Дайлама (919), брат Хустана III и Али, убит зятем Хустана Мухаммадом ибн Мусафиром
- Хустан III[англ.] — правитель Дайлама (865—919), убит своими братьями Али и Хусрау